# تیم ملی هندبال روسیه
تیم ملی هندبال روسیه یک تیم هندبال است که تحت نظارت فدراسیون هندبال روسیه است و نماینده روسیه در مسابقات بین‌المللی می‌باشد. این تیم تاکنون چهار بار قهرمان المپیک، سه بار قهرمان جهان و یک بار قهرمان اروپا شده‌است. تیم ملی هندبال روسیه ار نظر فدراسیون جهانی هندبال به عنوان جانشین تیم ملی هندبال شوروی (که تا ۱۹۹۰ میلادی با این نام در مسابقات حضور داشت) و تیم متحد (در بازی‌های المپیک ۱۹۹۲) دانسته می‌شود.

## نتایج در مسابقات بین‌المللی
شکوفایی تیم ملی هندبال شوروی از میانه دهه ۱۹۷۰ میلادی آغاز شد. در سال ۱۹۷۶، این تیم قهرمان المپیک شد. پس از آن نیز در یک دوره المپیک (۱۹۸۰) و دو دوره قهرمانی جهان (۱۹۷۸ و ۱۹۸۲)، این تیم به بازی پایانی راه یافت و در سال ۱۹۸۲ قهرمان جهان شد. پس از تحریم المپیک ۱۹۸۴ و نتیجه ضعیف در مسابقات قهرمانی جهان ۱۹۸۴، دوباره تیم ملی هندبال شوروی نتایج درخشانی کسب نمود که شامل دو قهرمانی المپیک (۱۹۸۸ و ۱۹۹۲) و یک قهرمانی جهان (۱۹۹۳ با عنوان تیم ملی روسیه) بود.
آخرین عنوان‌های تیم ملی هندبال روسیه در سده ۲۰ میلادی نیز شامل یک قهرمانی و یک نایب قهرمانی جهان (به ترتیب در ۱۹۹۷ و ۱۹۹۹) و یک قهرمانی المپیک (۲۰۰۰) بود. پس از کسب مدال برنز بازی‌های المپیک آتن (۲۰۰۴) دوران اوج این تیم به پایان رسید؛ به گونه‌ای که در هشت دوره متوالی قهرمانی جهان و دو دوره المپیک نتوانست به مرحله نیمه‌نهایی برسد.

## خلاصه نتایج
قهرمان      نایب قهرمان      مکان سوم      مکان چهارم

### بازی‌های المپیک
| بازی                       | مرحله         | رتبه       | بازی       | برد        | تساوی      | باخت       | گل زده     | گل خورده   | تفاضل      |
| -------------------------- | ------------- | ---------- | ---------- | ---------- | ---------- | ---------- | ---------- | ---------- | ---------- |
| برلین ۱۹۳۶                 | حاضر نشد      | حاضر نشد   | حاضر نشد   | حاضر نشد   | حاضر نشد   | حاضر نشد   | حاضر نشد   | حاضر نشد   | حاضر نشد   |
| از ۱۹۴۰ تا ۱۹۶۸ برگزار نشد |               |            |            |            |            |            |            |            |            |
| مونیخ ۱۹۷۲                 | مرحله دوم     | ۵          | ۶          | ۳          | ۲          | ۱          | ۸۰         | ۷۳         | ۷+         |
| مونترال ۱۹۷۶               | قهرمان        | ۱          | ۶          | ۵          | ۰          | ۱          | ۱۳۰        | ۹۲         | ۳۸+        |
| مسکو ۱۹۸۰                  | نایب قهرمان   | ۲          | ۶          | ۴          | ۰          | ۲          | ۱۵۶        | ۹۸         | ۵۸+        |
| لوس‌آنجلس ۱۹۸۴              | انتخاب نشد    | انتخاب نشد | انتخاب نشد | انتخاب نشد | انتخاب نشد | انتخاب نشد | انتخاب نشد | انتخاب نشد | انتخاب نشد |
| سئول ۱۹۸۸                  | قهرمان        | ۱          | ۶          | ۶          | ۰          | ۰          | ۱۶۲        | ۱۰۷        | ۵۵+        |
| بارسلونا ۱۹۹۲              | قهرمان        | ۱          | ۷          | ۷          | ۰          | ۰          | ۱۶۶        | ۱۳۷        | ۲۹+        |
| آتلانتا ۱۹۹۶               | مرحله مقدماتی | ۵          | ۶          | ۴          | ۰          | ۲          | ۱۶۶        | ۱۳۲        | ۳۴+        |
| سیدنی ۲۰۰۰                 | قهرمان        | ۱          | ۸          | ۷          | ۰          | ۱          | ۲۱۹        | ۱۹۵        | ۲۴+        |
| آتن ۲۰۰۴                   | نیمه‌نهایی     | ۳          | ۸          | ۴          | ۰          | ۴          | ۲۱۴        | ۲۱۶        | ۲–         |
| پکن ۲۰۰۸                   | یک‌چهارم نهایی | ۶          | ۸          | ۳          | ۱          | ۴          | ۲۱۶        | ۲۱۴        | ۲+         |
| لندن ۲۰۱۲                  | انتخاب نشد    | انتخاب نشد | انتخاب نشد | انتخاب نشد | انتخاب نشد | انتخاب نشد | انتخاب نشد | انتخاب نشد | انتخاب نشد |
| ریو دو ژانیرو ۲۰۱۶         | انتخاب نشد    | انتخاب نشد | انتخاب نشد | انتخاب نشد | انتخاب نشد | انتخاب نشد | انتخاب نشد | انتخاب نشد | انتخاب نشد |
| مجموع                      | ۹/۱۲          | ۴ قهرمانی  | ۶۱         | ۴۳         | ۳          | ۱۵         | ۱٬۵۰۹      | ۱٬۲۶۴      | ۲۴۵+       |

منبع:

### قهرمانی جهان
| سال             | رتبه        |
| --------------- | ----------- |
| آلمان ۱۹۳۸      | حاضر نشد    |
| سوئد ۱۹۵۴       | حاضر نشد    |
| آلمان شرقی ۱۹۵۸ | حاضر نشد    |
| آلمان غربی ۱۹۶۱ | حاضر نشد    |
| چکسلواکی ۱۹۶۴   | پنجم        |
| سوئد ۱۹۶۷       | چهارم       |
| فرانسه ۱۹۷۰     | نهم         |
| آلمان شرقی ۱۹۷۴ | پنجم        |
| دانمارک ۱۹۷۸    | نایب قهرمان |
| آلمان غربی ۱۹۸۲ | قهرمان      |
| سوئیس ۱۹۸۶      | دهم         |
| چکسلواکی ۱۹۹۰   | نایب قهرمان |
| سوئد ۱۹۹۳       | قهرمان      |
| ایسلند ۱۹۹۵     | پنجم        |
| ژاپن ۱۹۹۷       | قهرمان      |
| مصر ۱۹۹۹        | نایب قهرمان |
| فرانسه ۲۰۰۱     | ششم         |
| پرتغال ۲۰۰۳     | پنجم        |
| تونس ۲۰۰۵       | هشتم        |
| آلمان ۲۰۰۷      | ششم         |
| کرواسی ۲۰۰۹     | شانزدهم     |
| سوئد ۲۰۱۱       | انتخاب نشد  |
| اسپانیا ۲۰۱۳    | هفتم        |
| قطر ۲۰۱۵        | نوزدهم      |
| فرانسه ۲۰۱۷     | دوازدهم     |
| مجموع           | ۲۰/۲۵       |

- منبع:[۲]